# Паласио Гонсалес, Альфредо
Лу́ис Альфре́до Пала́сио Гонса́лес (исп. Luis Alfredo Palacio González; 22 января 1939, Гуаякиль, Эквадор — 22 мая 2025, Гуаякиль) — эквадорский хирург-кардиолог, вице-президент Эквадора в 2003—2005 годах, президент Эквадора в 2005—2007 годах.
Получил медицинское образование в Гуаякиле и Кливленде, затем стажировался в Сент-Луисе. Преподавал в Гуаякильском университете, в 1992—1996 годах занимал пост министра здравоохранения. В 2002 году принял предложение Лусио Гутьерреса стать кандидатом в вице-президенты и одержал победу. После смещения Гутьерреса с президентского поста в 2005 году из-за его попыток установить чрезвычайное положение Конгресс Эквадора избрал Паласио его преемником. Сформировав правительство из представителей левых сил, Паласио завершил президентский срок Гутьерреса, истекавший в 2007 году. В 2006 году кандидатура Паласио выдвигалась на пост генерального директора Всемирной организации здравоохранения, но за несколько недель до голосования президент её снял, заявив о желании сосредоточиться на последних месяцах управления страной.
Скончался 22 мая 2025 года в Гуаякиле в возрасте 86 лет. Правительство Эквадора объявило двухдневный национальный траур.